# Madhouse (Película 1981)
Madhouse "Manicomio"(originalmente llamada There Was a Little Girl "había una niña" y también conocida como And When She Was Bad "y cuando ella era mala") es una película slasher italiana dirigida y coescrita por Ovidio G. Assonitis, protagonizada por Trish Everly, Dennis Robertson, Allison Biggers, and Michael Macrae. La trama sigue a una profesora de Savannah, Georgia siendo acosada por su psicópata hermana gemela durante los días previos a su cumpleaños. El título original del filme toma su nombre de un poema llamado There Was a Little Girl por Henry Wadsworth Longfellow.
La película cuenta con la partitura musical de Riz Ortolani y producción cinematográfica de Assonitis compañero habitual de Roberto D'Ettorre Piazzoli. A pensar que recibió distribución teatral en Italia, Alemania occidental, y los Estado Unidos, fue una de las muchas películas en la lista "video nasty", una lista de horror y cine de explotación prohibida en el Reino Unido por la  BBFC en los 1980s por violencia y obscenidad.

## Trama
La película empieza con dos niñas gemelas — una sentada en una mecedora siendo mecida por la otra. La chica meciendo la silla se detiene momentáneamente y golpea el rostro de la chica en la mecedora hasta que sangra quedando inconsciente.
Julia Sullivan es una joven profesora de primaria para niños sordos que viven en Savannah, Georgia. Ella tiene desagradables memorias de su niñez, la cual estaba marcada por su sádica hermana gemela Mary. A instancias de su tío, James, un sacerdote católico local, Julia visita a  Mary, que sufre de una enfermedad cutanea severa, en una institución mental. El encuentro no sale bien y Mary jura hacer a Julia "sufrir como ella ha sufrió".
Mientras sus cumpleaños mutuos se acercan, Julia se entera de que Mary ha escapado de la institución mental. Poco después, varios amigos y vecinos de Julia empiezan a fallecer en grotescas muertes en la casa que ella vive — algunos involucrando a un misterioso caninoRottweiler que ataca a sus víctimas, desmembrándolas hasta matarlas. Uno de los estudiantes de Julia, Sasha Robertson Jr., es asesinada en el parque por el Rottweiler en una tarde.
Mientras tanto, Julia se vuelve cada vez más nerviosa respecto a que alguien — probablemente Mary — se esconde dentro de la gran casa donde vive. Una noche, cuando es llevada a casa por su novio psicólogo Sam Edwards, Ella atestigua una luz que proviene del segundo piso de la casa, pero no encuentra nadie ahí. Helen, la amiga de Julia, se ofrece pasar la noche con ella. En medio de la noche, Helen es atacada por el Rottweiler en las escaleras; el perro la ataca y mata. Julia se despierta la mañana siguiente y descubre que Helen no está. Dado que no hay evidencia del ataque, Julia supone que se fue a casa temprano. Sam la vista, y le cuenta que fue forzado a tomar un viaje de negocios a San Francisco sobre él venidero cumpleaños de Julia.
Más tarde el mismo día, El padre James está cargando cosas al sótano de la casa de Julia. la arrendataria, Amantha Beauregard, pasa y se ofrece a ayudarlo a cargar un bolso grande; él le cuenta que va a organizar una fiesta sorpresa a Julia. Ya en el sótano, Amantha se da cuenta de que acaba de ayudar a James cargando un cuerpo; luego la persigue por la casa, y la apuñala a muerte en el ático.
El siguiente día, en el cumpleaños de Julia, James la visita después del trabajo, y la lleva a su casa, vendándole los ojos para una sorpresa. En el sótano, él le quita la venda, revelando una mesa con cadáveres sentados (incluyendo a Helen y Amantha). Cuando intenta escapar, Julia es confrontada por Mary y es llevada devuelta al sótano para ser atada. James acuchilla a Mary poco después. Mientras tanto, El taxi de Sam para llegar al aeropuerto es detenido por un neumático pinchado. Cuando su discurso es arruinado, regresa a la casa para obtener una copia y es atacado por el Rottweiler. El perro intenta entrar por medio de una ventana, pero Sam logra matarlo usando un taladro en su cabeza.
En el sótano, Sam es capaz de liberar a Julia, la cual luego lo asesina con repetidos golpes con un hacha. Mientras julia se sentaba en los escalones del sótano, Mary revive brevemente e intenta estrangular a Julia; con su último respiro, Mary advierte a Julia que "nunca será libre". El filme termina con Julia sollozando y una cita de G. B. Shaw.

## Elenco
- Trish Everly como Julia Sullivan
- Michael Macrae como Sam Edwards
- Dennis Robertson como el padre James
- Morgan Hart como Helen
- Allison Biggers como Mary Sullivan
- Edith Ivey como Amantha Beauregard
- Richard Baker como Sasha Robertson Jr.
- Don Devendorf como Principal
- Jerry Fujikawa como Mr. Kimura

## Producción
El filme fue grabado en la ubicación de Savannah, Georgia en la destacada casa Kehoe, que tiene la reputación de ser embrujada. El presupuesto de la producción audiovisual fue de alrededor de 2 millones de dólares

El título de la película hace referencia al poema "There Was a Little Girl" by Henry Wadsworth Longfellow:
Había una pequeña niña que tenía un pequeño flequillo, justo en medio de su frente. Cuando era buena, era muy, muy buena, y cuando era mala, ella era terrible.

## Lanzamiento

### Distribución teatral
Madhouse fue lanzada teatralmente bajo el título There Was a Little Girl el 4 de marzo de 1981 en Italia. Fue consecuentemente distribuida teatralmente en Alemania Occidental en noviembre del 1981 a través de Warner Bros, el cual adueñaba los derechos de distribución de la producción en los mercados europeos.

### Reproducción en casa
El filme fue renombrado Madhouse para el mercado de video, fue lanzado varias veces en formato de video. Una versión acortada fue lanzada en VHS en los estados unidos por Virgin Vision, descontinuado y luego vuelto a lanzar en 1989.
El contenido gráfico de la producción resultó en ser clasificada como una "video nasty" por la BBFC, y la película nunca vio su salida en teatros en el Reino Unido. fue lanzado en Inglaterra en su forma no acortada en febrero del 1983 en VHS por Medusa Home Video antes de ser sacada de circulación durante el pánico "video nasty" en noviembre de 1983.
en 2004, la película fue aprobada por BBFC y lanzada sin acortar en DVD por Film 2000, y lanzada en 2008 en los Estados Unidos por Dark Sky Films. En junio del 2017, el filme fue lanzado en los Estados Unidos y el Reino Unido en un paquete combinado de Blu-ray y DVD por Arrow Films, presentando una nueva restauración en 4K  de los elementos originales del filme.

## Recibimiento crítico
Mick Martin and Marsha Porter, de DVD and Video Guide premiaron la producción con tres de cinco estrellas posibles, anotando: "Aunque la historia suena simple, hay algunas sorpresas. Elegantemente filmada y bien actuada, con un presupuesto mayor esta pudo haber sido un clásico. tal como está, vale la pena echarle un vistazo."
Ian Jane de DVD Talk escribió: "A pesar de la ridicules del guion y la mediocridad de la actuación, Madhouse tiene suficiente sangre y piezas de estupidez para que valga la pena dar un vistazo para los fans del slasher." Tom Becker de DVD Verdict opinó, "Pocos toques de audacia, a pesar de eso, Madhouse termina siendo un mediocre chiller con algunas risas no intencionadas."
Jim Harper comentó "El suspenso es por mucho más exitoso que el clímax, lo cual dejaría a la mayoría de los espectadores decepcionados. La molesta composición musical de Riz Ortolani..... hace muchísimo uso de rimas melódicas infantiles cliché" El dijo que la mayoría de los aficionados del gore buscan la película simplemente por la secuencia sangrienta en la cual la taladradora es usada para matar a un perro.